# Patrick von Kalckreuth
Patrick von Kalckreuth, bis 1935 Patrick Dunbar (* 7. August 1898 in Kiel; † 12. Februar 1970 in Starnberg) war ein deutscher Kunstmaler.

## Leben

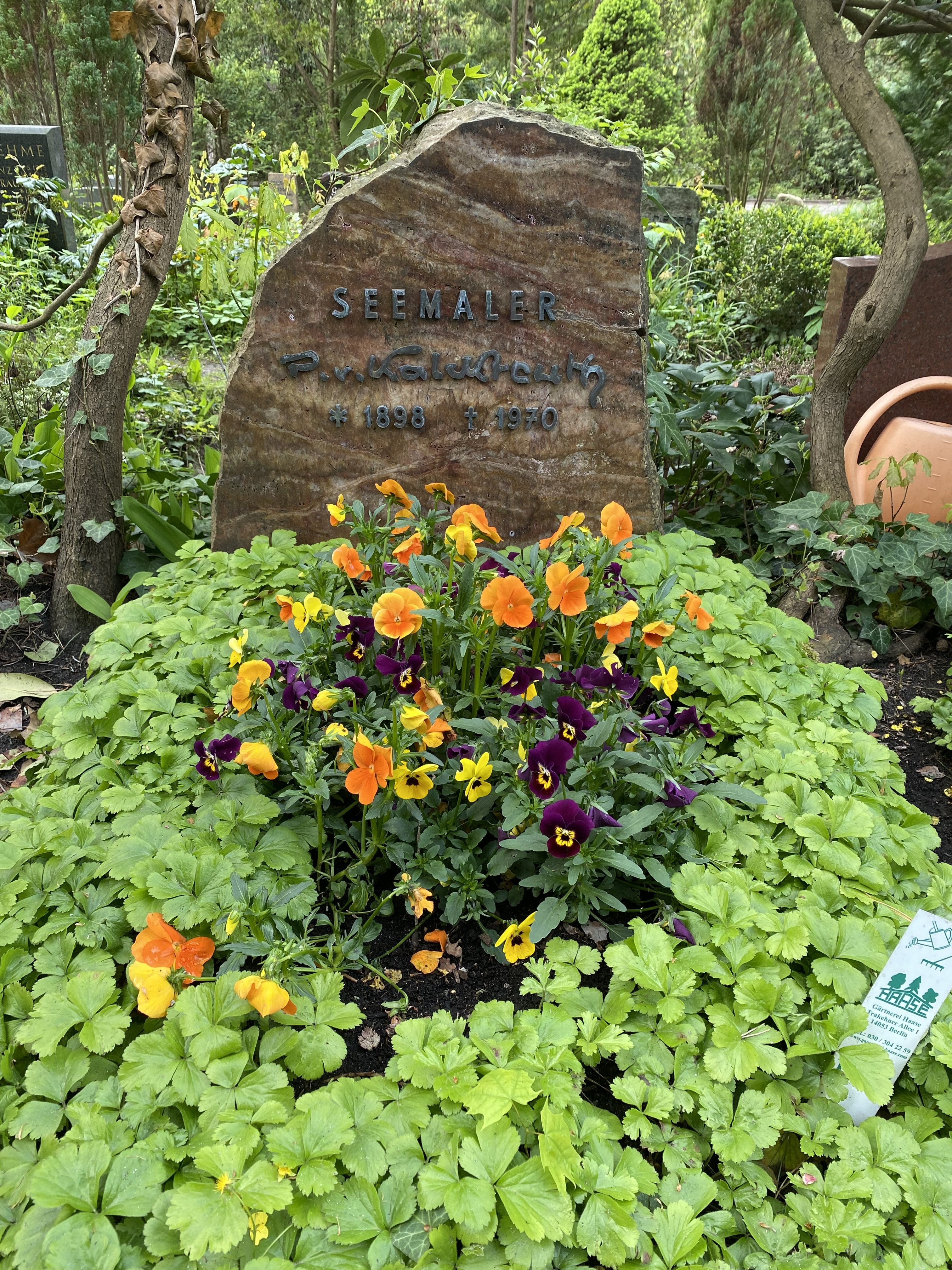
Grabstätte auf dem Friedhof Heerstraße

Patrick von Kalckreuth war der Sohn des Korvettenkapitäns Frederik Dunbar und der Elisabeth, geb. Block (1866–1931). Seine Mutter heiratete in zweiter Ehe 1931 in Hannover den königlich preußischen Regierungsassessor Dr. jur. Richard von Kalckreuth (* 1878), Oberleutnant und Ehrenritter des Johanniterordens.
Stiefvater Richard von Kalckreuth adoptierte die beiden Söhne seiner Frau – Patrick, jetzt bereits 36 Jahre alt, und den jüngeren Frederik – per Vertrag vom 4. April 1935 beim Amtsgericht Berlin-Charlottenburg.
Seine letzte Ruhestätte fand Patrick von Kalckreuth auf dem Berliner Friedhof Heerstraße (Grablage: Abt. II Ur 3-69).
Patrick von Kalckreuth lebte unter anderem in Düsseldorf und Berlin, dennoch inspirierte ihn die Nordsee zu seinen Motiven. Als Landschafts- und Marinemaler wurde er für seine Ölgemälde mit Themen rund um Brandung und Meer bekannt.